# Disney Jr. (España)
Disney Jr. es un canal infantil de televisión por suscripción español de origen estadounidense gestionado en Reino Unido, cuya programación está orientada al público preescolar. El canal es propiedad de The Walt Disney Company Spain & Portugal, filial de The Walt Disney Company y opera bajo la marca internacional Disney Junior.
Disney Junior fue lanzado en España el 11 de junio de 2011 en reemplazo de Playhouse Disney. Disney Junior también fue un bloque matinal del canal de televisión terrestre española Disney Channel, del mismo grupo. Es el único canal de televisión de la marca Disney en España desde el cierre de Disney Channel el 7 de enero del 2025.
En su etapa como canal independiente (1999-2011), Playhouse Disney emitía series de animación tales como Aladdín (serie animada), La sirenita (serie animada), Rupert (serie de televisión), Rolie Polie Olie, Las nuevas aventuras de Winnie Pooh, El autobús Mágico, Little Einsteins, Miniman, Juanito Jones, y cortos clásicos animados de Disney, entre otras. Además de las series y los cortos animados, contaba con segmentos de acción real protagonizados por los actores y presentadores infantiles Tatiana Supervia y David González, al igual que el show de marionetas El oso de la casa azul.